# Malayotyphlops castanotus
Malayotyphlops castanotus — вид змій родини сліпунів (Typhlopidae). Ендемік Філіппін.

## Поширення і екологія
Malayotyphlops castanotus мешкають на островах Панай, Інампологан, Боракай, Негрос і Сібуян. Вони живуть у вторинних тропічних лісах, кокосових гаях, бамбукових заростях, на плантаціях і в садах. Зустрічаються на висоті до330 м над рівнем моря.